# Bárbara Elorrieta
Bárbara Elorrieta (Madrid, 5 de maio de 1978) é uma actriz espanhola. Seu avô José María Elorrieta e seu pai Javier Elorrieta são diretores de cinema.

## Filmografia
- 2006 Rojo intenso
- 2004 Rottweiler
- 2003 Teresa Teresa
- 2003 Pacto de brujas
- 2003 Beyond Re-Animator
- 2002 Welcome 2 Ibiza

### Curta-metragem
- 2002 La Araña negra
- 2002 Tiempos mejores
- 2000 La muerte de Sardanápalo
- 2000 Enrique y Ana
- 2000 El Cinéfilo
- 1999 La Cartera
- 1999 Drama
- 1999 El apagón
- 1999 Es fácil
- 1999 Un beso de mentira

## TV

### Produtora de televisão
- Intereconomía Televisión (2008-2009)

### Actriz
- 2005/06 Negocis de família
- 2004 Diez en Ibiza
- 2002-2003 20 tantos
- 2002 Cuéntame cómo pasó
- 2000-2003 en Paraíso
- 1998 La casa de los líos